# Monumento del Disparo en la Espalda
El Disparo en la Espalda (en ucraniano: По́стріл у спи́ну; en ruso: Вы́стрел в спи́ну) es un monumento en Simferopol, Crimea, financiado por los residentes de Crimea y el Partido Comunista de Ucrania (KPU) para conmemorar a los ciudadanos soviéticos y los soldados del Ejército Rojo que fueron asesinados por los miembros del Ejército Insurgente Ucraniano (UPA) durante y después de la Segunda Guerra Mundial. De pie a 3,5 metros de altura, el monumento fue instalado en la plaza Radianska. Se estrenó el 14 de septiembre de 2007. 
El autor del monumento es el escultor Evgeni Yablonsky. El monumento representa una figura femenina que sostiene un hombre herido, que está destinado a simbolizar los ciudadanos soviéticos y los soldados que fueron "fusilados por la espalda" por los nacionalistas ucranianos.

## Vandalismo
En la base del monumento figura una inscripción con retórica de estilo soviético, que dice: «En memoria de las víctimas del pueblo soviético que murieron a manos de los cómplices fascistas, miembros de la Organización de nacionalistas ucranianos y del Ejército insurgente ucraniano».” Esta base ha sido vandalizada repetidamente.
Los comunistas desempeñaron un papel principal en la preparación del monumento, así como en la ceremonia inaugural. En dicha ceremonia, el jefe del CDU criticó la interpretación de la guerra por el gobierno de Victor Yuschenko. La presentación fue recibida con protestas de los nacionalistas ucranianos.

## Nota
1. ↑  El gobierno autónomo de Crimea y el de Sebastopol declararon su independencia el 11 de marzo de 2014 y se integraron mediante referéndum en la Federación de Rusia el día 18 de marzo. Gran parte de la comunidad internacional no reconoce tanto la declaración de Independencia de Crimea y Sebastopol, como los referendos sobre el estatus político de Crimea y Sebastopol y su posterior anexión a Rusia. La soberanía del territorio es reclamada por Ucrania.